# エーゲ海地方 (トルコ)

エーゲ海地方 (トルコ)
Ege Bölgesi
エーゲ海地方 (トルコ)の所在地

エーゲ海地方（エーゲかいちほう、トルコ語: Ege Bölgesi）は、トルコ西部、エーゲ海岸沿いの地方。2015年の人口は1013万8132人。土地柄からギリシャとの歴史的接触が多く、希土戦争ではこの地が戦場になり、ローザンヌ条約でイスラム教徒と正教徒の住民交換が行われたりした。

## 隣接地方
- 北：マルマラ地方
- 東：中央アナトリア地方
- 南：地中海地方
- 西：エーゲ海

## 行政区画

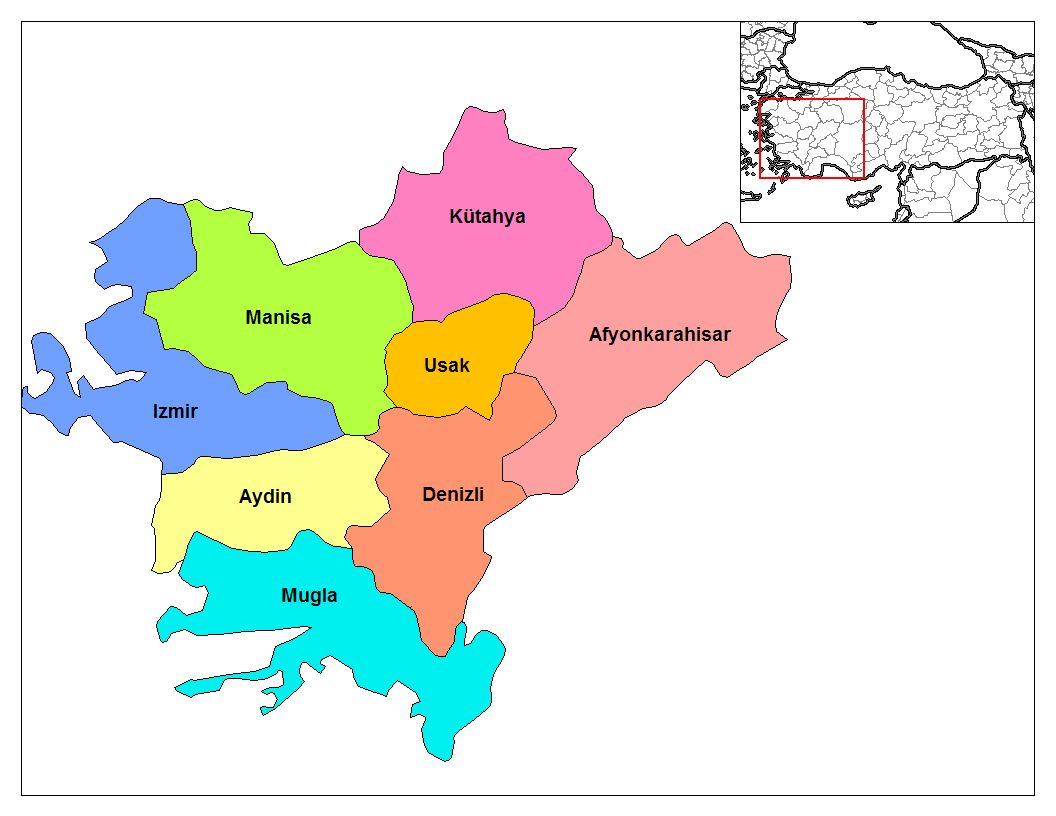
エーゲ海地方の県

エーゲ海地方に属する県は8県ある。
- アフィヨンカラヒサール県
- アイドゥン県
- イズミル県
- ウシャク県
- キュタヒヤ県
- デニズリ県
- マニサ県
- ムーラ県

## 気候

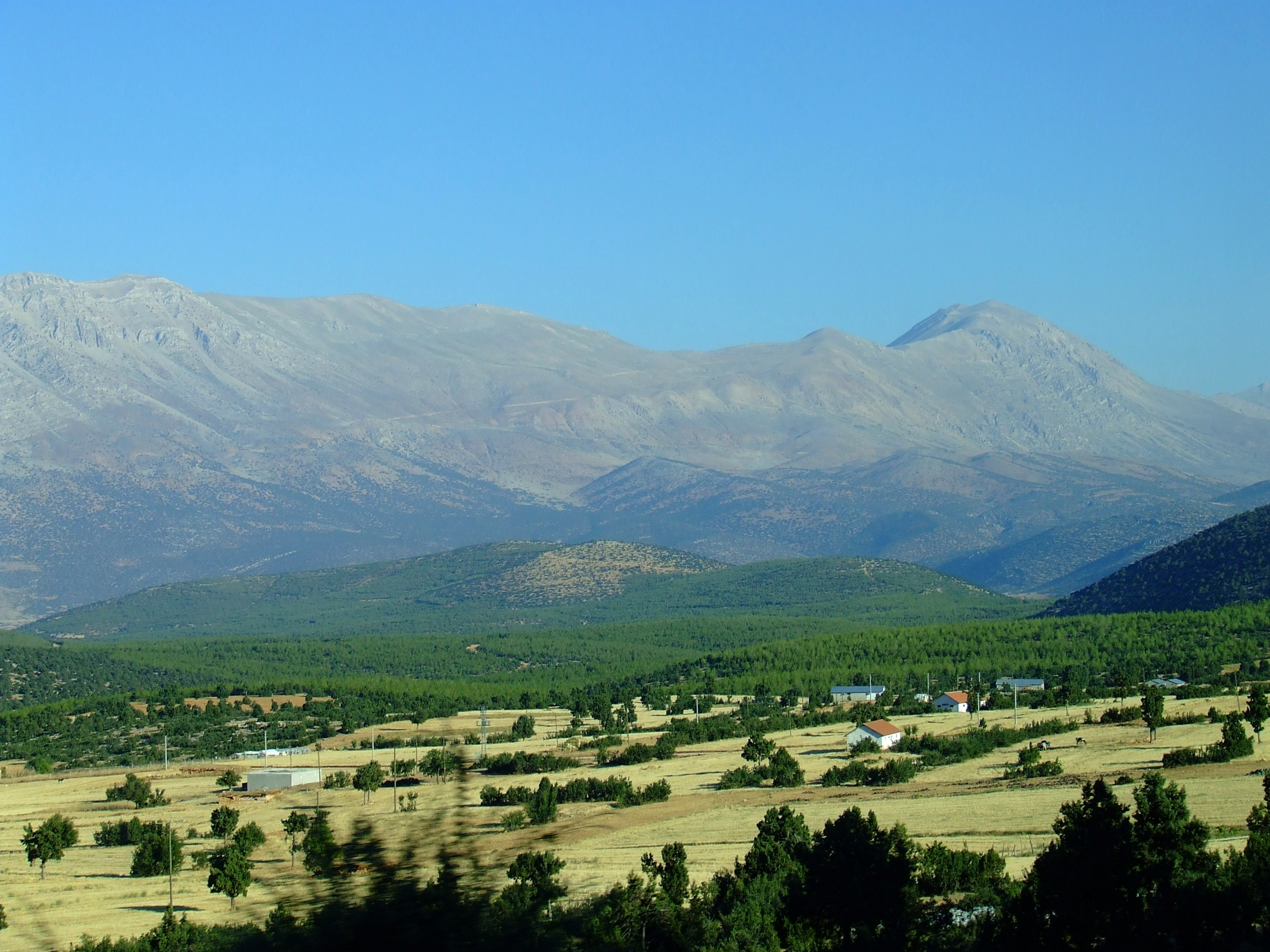
エーゲ海地方の様子

一般的に地中海性気候とよく似ており温度は安定しており、夏に乾燥、冬に雨となる。雨量は多くはない。
しかし、内陸の山地部ではこの限りでなく、零下に冷え込む場所も有る。